# Москва-Каланчевська
Москва-Каланчо́вська (рос. Москва-Каланчёвская), також використовується назва Москва-Технічна-Курська (Москва-Техническая-Курская) — залізнична станція Олексіївської сполучної лінії Московської залізниці, у складі лінії МЦД-2. Розташовано у Москві. Входить у Московсько-Курський центр організації роботи залізничних станцій ДЦС-1 Московської дирекції управління рухом. За основним характером роботи є пасажирською технічною, за обсягом роботи — позакласна.

## Розташування
Станція простягається від Крестовського шляхопроводу на північному заході (межа зі станцією Москва-Ризька) до шляхопроводу через Комсомольську площу на південному сході (далі перегін до станції Москва-Пасажирська-Курська). У межах станції три зупинних пункти/платформи:
- Площа трьох вокзалів  у південно-східній горловині
- Ризька у північно-західній горловині
- Урядовий вокзал — парк «Б»

Пасажирська платформаПлоща трьох вокзалів розташована в пішохідній доступності від трьох вокзалів (Ярославського, Ленінградського і Казанського) і станцій метро «Комсомольська». На ній зупиняються електропоїзди Курського, Ризького, Смоленського і Горьківського (1 потяг) напрямків МЗ, прямуючі за межі своїх основних вокзалів на Олексіївську сполучну лінію і назад. В основному ці електропоїзди транзитні через Московський залізничний вузол, тобто прямують з одного напрямку на інший (Курський ↔ Смоленський, Курський ↔ Ризький). Також для значної частини електропоїздів з/на Курський напрямок станція є кінцевою (на один перегін далі основного Курського вокзалу).
У парку «Б» залізничної станції (Індустріальний провулок, будинок 9) знаходиться Урядовий спецвокзал.
На базі платформи планується створення Вокзалу для Аероекспрес.

## Історія
Станція з'явилася в 1865 році, названа за розташованою поблизу Каланчевською площею (з 1933 року — Комсомольська).
На західній платформі знаходиться Вокзальна будівля — павільйон спорудження 1896 року (архітектор Г. В. Войневич)
Передбачалося, що саме цей Імператорський вокзал мав стати вокзалом, обслуговуючим прийом і відправку урядових та інших важливих потягів, починаючи з поїзда з імператором Миколою II, що прямував на коронацію. У зв'язку з таким особливим призначенням павільйон роботи архітектора Г. Войневич був збудований з красивої облицювальної цегли і прикрашений тарутінським каменем, увінчаний куполоподібним дахом і баштою зі шпилем, а оздоблення, меблі та інше внутрішнє оздоблення було пишним. Перон був накритий витонченим різьбленим дахом. Навколо вокзалу були організовані площа і сквер. Проте плани були змінені — коронаційний поїзд з Петербурга прибув на Брестський вокзал (наразі Білоруський). Пізніше імператорські поїзда з імператором і монаршою родиною все-таки використовували зрідка цей спецвокзал. Вокзал не завжди експлуатувався за прямим призначенням — після революції в ньому розміщувався райрада Залізничного району Москви. Через деякий час він став звичайною пасажирською залізничною станцією для приміських поїздів.

## Напрямки, що обслуговуються
Безпересадкове приміське сполучення здійснюється (найвіддаленіші точки на грудень 2010 року):
- На північний захід — Ризький напрямок:
  - У напрямку з Москви-Каланчевська до станції Волоколамськ, експреси до Шаховської
  - У напрямку до Москви-Каланчевська від станції Румянцево, експреси з Шаховської
- На захід — Смоленський (Білоруський) напрямок:
  - У напрямку з Москви-Каланчевська до станцій Бородіно, Звенигород, Усово
  - У напрямку до Москви-Каланчевська від станцій Кубинка-1, Звенигород, Усово
- На південь — Курський напрямок: до/від станції Тула (Московський вокзал), експреси до/від Серпухова
- Зі сходу — Горьківський напрямок: від станції Орехово-Зуєво (на середину 2010-х рух не здійснюється)

## Опис
Платформа Каланчевська складається з двох берегових платформ. На платформах встановлені турнікети для проходу пасажирів. Перехід між платформами можливий тільки з настилу через колії на північ від платформи. Платформи та колії поблизу них розташовані на насипу паралельно Каланчевській вулиці. Північна частина платформ на дузі.
Виходи на вулиці Каланчевська, Велика Спаська, Краснопрудна; до Грохольського провулку, Комсомольської площі.
На території станції також розташовані «Вагонна дільниця центрального напрямку», депо Московської залізниці ТЧ-1 «Москва-Курська», вагонна дільниця Москва-Каланчевська (ЛВЧ- 1). Головні колії станції огинають всі парки: на Москву-Ризьку з північного сходу, на Москву-Курську з південного заходу.
На території станції у вагонній дільниці Москва-Каланчевська (ЛВЧ-1) займаються підготовкою поїздів далекого прямування до рейсу на південний напрямок, роблять підготовку потягів як поїздів далекого прямування московського формування (приналежності), так і поїздів, які прибули з півдня. Крім того, працівники ЛВЧ-1 поповнюють продуктами вагони-ресторани, пасажирські вагони поповнюються вугіллям, водою, постільними речами. Працює великий колектив різних служб з підготовки та ремонту вагонів. Проводиться зміна локомотивів.